# Thalictrum dioicum
 (octobre 2021).
La mise en forme du texte ne suit pas les recommandations de Wikipédia : il faut le « wikifier ».
Les points d'amélioration suivants sont les cas les plus fréquents. Le détail des points à revoir est peut-être précisé sur la page de discussion.
- Les titres sont pré-formatés par le logiciel. Ils ne sont ni en capitales, ni en gras.
- Le texte ne doit pas être écrit en capitales (les noms de famille non plus), ni en gras, ni en italique, ni en « petit »…
- Le gras n'est utilisé que pour surligner le titre de l'article dans l'introduction, une seule fois.
- L'italique est rarement utilisé : mots en langue étrangère, titres d'œuvres, noms de bateaux, etc.
- Les citations ne sont pas en italique mais en corps de texte normal. Elles sont entourées par des guillemets français : « et ».
- Les listes à puces sont à éviter, des paragraphes rédigés étant largement préférés. Les tableaux sont à réserver à la présentation de données structurées (résultats, etc.).
- Les appels de note de bas de page (petits chiffres en exposant, introduits par l'outil «  Source ») sont à placer entre la fin de phrase et le point final[comme ça].
- Les liens internes (vers d'autres articles de Wikipédia) sont à choisir avec parcimonie. Créez des liens vers des articles approfondissant le sujet. Les termes génériques sans rapport avec le sujet sont à éviter, ainsi que les répétitions de liens vers un même terme.
- Les liens externes sont à placer uniquement dans une section « Liens externes », à la fin de l'article. Ces liens sont à choisir avec parcimonie suivant les règles définies. Si un lien sert de source à l'article, son insertion dans le texte est à faire par les notes de bas de page.
- La présentation des références doit suivre les conventions bibliographiques. Il est recommandé d'utiliser les modèles {{Ouvrage}}, {{Chapitre}}, {{Article}}, {{Lien web}} et/ou {{Bibliographie}}. Le mode d'édition visuel peut mettre en forme automatiquement les références.
- Insérer une infobox (cadre d'informations à droite) n'est pas obligatoire pour parachever la mise en page.

Pour une aide détaillée, merci de consulter Aide:Wikification.
Si vous pensez que ces points ont été résolus, vous pouvez retirer ce bandeau et améliorer la mise en forme d'un autre article.
 (octobre 2021).
Si vous disposez d'ouvrages ou d'articles de référence ou si vous connaissez des sites web de qualité traitant du thème abordé ici, merci de compléter l'article en donnant les références utiles à sa vérifiabilité et en les liant à la section « Notes et références ».
Espèce
Synonymes
- Leucocoma dioica (L.) Nieuwl.[1]
- Thalictrum dioicum var. adiantinum Greene[1]
- Thalictrum laevigatum Michx.[1]
- Thalictrum pauciflorum Raf.[1]

Thalictrum dioïcum est une espèce de plantes à fleurs de la famille des Ranunculaceae. Elle est généralement présente dans les forêts des Montagnes Rocheuses du Colorado jusqu'au centre et à l'Est de l'Amérique du Nord, y compris certaines parties du Sud-Est du Canada. Cette espèce a des plantes dioïques, avec des fleurs mâles et femelles sur des plantes séparées qui fleurissent du début au milieu du printemps.

## Description
Thalictrum dioïcum est une plante herbacée qui pousse de 30 à 80 cm de haut, à partir d'un caudex dressé, avec des racines fibreuses épaisses de couleur jaune doré. De nouveaux caudex sont générés chaque année par la plante de l'année en cours et l'ancien caudex dépérit à l'automne et au début du printemps de l'année suivante. Au début du printemps, les plantes poussent et produisent des feuilles glabres ou glandulaires. Des feuilles basales et caulinaires sont produites et ont de longs pétioles. Le limbe des feuilles est composé de 1 à 4 × ternes avec des folioles réniformes ou cordées à obovales ou orbiculaires. Les folioles mesurent de 10 à 45 mm de large avec des bords lobés souvent crénelés, et la face inférieure est normalement glabre ou glandulaire. Les inflorescences sont des panicules ou des corymbes produit terminal et axillaire avec de nombreuses branches fleuries. Les fleurs n'ont pas de pétales mais ont des sépales de couleur verdâtre, longs de 1,8 à 4 mm, parfois teintés de violet. Les sépales sont ovales à obovales ou de forme ovale. Sur les plantes mâles, les filaments floraux sont la partie la plus voyante des fleurs pendantes, de couleur jaune à jaune verdâtre et de 3,5 à 5,5 mm de long. Les filaments se terminent par des anthères de 2–4 mm de long qui sont de forme mucronée à acuminée avec un stigmate de couleur pourpre. Après la floraison, les plantes femelles, lorsqu'elles sont fertilisées, produisent des fruits verts appelés akènes. Chaque fleur qui est fécondée produit généralement (3-) 7 à 13 akènes qui ne sont pas réfléchis et sessiles ou presque en grappes serrées. Les akènes sont de forme ovoïde à ellipsoïde et non comprimés latéralement, de 3,5–5 mm de long, glabres, très fortement veinés, avec des becs de 1,5 à 3 mm de long, mûrissant au milieu de l'été. 
Les plantes sont cultivées dans des jardins ombragés pour leur feuillage en dentelle attrayant qui rappelle les ancolies ou la fougère à poils vierges. Les mâles produisent des fleurs plus voyantes que les plantes femelles, fleurissant au début du printemps avec les fleurs et le feuillage sortant du sol en grappes ressemblant à des massues, les feuilles de base se déployant en premier. Les plantes commencent à fleurir avant que les feuilles composées ne se soient complètement déployées. Cette espèce, comme certaines autres de son genre , est pollinisée par l'action du vent (anémophilie). Les mâles commencent l'année plus grands que les femelles, mais à mesure que les fruits poussent, les femelles sont généralement plus grandes en été.

## Liste des variétés
Selon Tropicos (12 octobre 2021) :
- variété Thalictrum dioicum var. adiantinum Greene
- variété Thalictrum dioicum var. coriaceum Britton
- variété Thalictrum dioicum var. dioicum
- variété Thalictrum dioicum var. huronense Greene
- variété Thalictrum dioicum var. langfordii Greene
- variété Thalictrum dioicum var. stipitatum Torr. & A. Gray